# Blue Dart Aviation
Blue Dart Aviation Limited (Hindi: ब्लू डार्ट एविएशन) is een luchtvaartmaatschappij die alleen goederen vervoert en heeft zijn hoofdkwartier in Chennai in de Indiase staat Tamil Nadu. De maatschappij vliegt 's nachts naar binnenlandse bestemmingen. Het bedrijf heeft een hangar om zijn vliegtuigen te onderhouden, en andere vliegtuigen te repareren in Chennai.
Blue Dart Aviation heeft de hoofdbestemmingen Chennai (Chennai International Airport), Bangalore (Bengaluru International Airport), Calcutta (Netaji Subhash Chandra Bose International Airport) en Delhi (Indira Gandhi International Airport), met hubs in Haiderabad (Rajiv Gandhi International Airport) en Mumbai (Chhatrapati Shivaji International Airport).

## Geschiedenis
Blue Dart Aviation is opgericht in 1994 door Blue Dart Express. De eerste vlucht vond plaats op 17 juni 1996. In 1997 werd een samenwerkingsovereenkomst getekend met Federal Express en in 2004 kwam de maatschappij voor 68% in handen van DHL.

## Diensten
Blue Dart Aviation voert vrachtlijndiensten uit naar:
- Bengaluru (Bengaluru International Airport)
- Kolkata (Netaji Subhas Chandra Bose International Airport)
- Chennai (Chennai International Airport)
- Delhi (Indira Gandhi International Airport)
- Haiderabad (Rajiv Gandhi International Airport)
- Mumbai (Chatrapati Shivaji International Airport)

Er wordt alleen zes dagen per week 's avonds gevlogen. Daarom worden vliegtuigen geparkeerd in Bangalore (Boeing 737-200SF), Delhi (Boeing 737-200SF), Calcutta (Boeing 737-200SF) en Chennai (Boeing 757-200SF, driemaal B737-200SF).

## Vloot

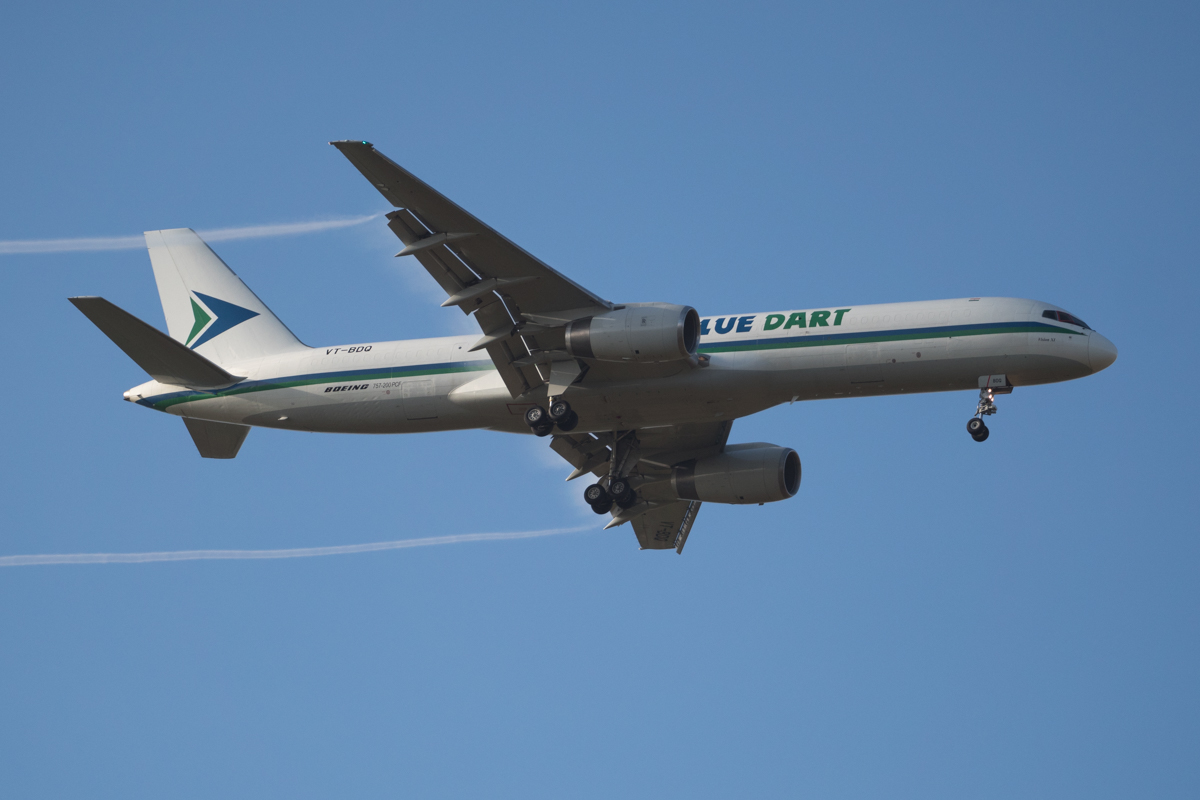
Blue Dart Boeing 757-200

De luchtvaartmaatschappij startte met twee omgebouwde Boeing 737-200s gekocht van Indian Airlines en breidde de laatste jaren flink uit.
Daarna kreeg de vloot nog een derde vliegtuig van Air Sahara en twee van Xiaman Airlines. Het ombouwen werd in Miami (VS) gedaan. In 2006 nadat het overgenomen was door DHL, kwamen er nog eens twee Boeing 757-200F bij.
De vloot bestaat uit de volgende vliegtuigen:

## Vluchten
Hier een overzicht van de vluchten:
- BD154:- MAA-HYD-BOM-AHD-DEL
- BD102:- MAA-BLR-BOM-DEL-CCU
- BD201:- CCU-DEL-BOM-BLR-MAA
- BD451:- DEL-AHD-BOM-HYD-MAA
- BD304/403:- DEL-BLR-DEL

- MAA=Chennai International Airport (Chennai)
- HYD=Rajiv Gandhi International Airport (Haiderabad)
- BOM=Chatrapathi Shivaji International Airport (Mumbai)
- AHD=Ahmedabad International Airport (Ahmedabad)
- DEL=Indira Gandhi International Airport (Delhi)
- BLR=Bengaluru International Airport (Bangalore)
- CCU=Sardar Vallabhbhai Patel International Airport (Ahmedabad)